# Ameugny
Ameugny é uma comuna francesa na região administrativa de Borgonha-Franco-Condado, no departamento Saône-et-Loire. Estende-se por uma área de 6,5 km². Em 2010 a comuna tinha 174 habitantes (densidade: 26,8 hab./km²).